# Lucy Boynton
Lucy Boynton, född 17 januari 1994 i New York och uppväxt i London, är en brittisk-amerikansk skådespelare.
Boynton har bland annat medverkat i TV-serierna The Politician (2019–2020) och Harry Palmer år 2022. Hon har även medverkat i filmerna Sing Street från 2016, Mordet på Orientexpressen från 2017 och Bohemian Rhapsody från 2018 där hon spelade Freddie Mercurys flickvän Mary Austin. I juni 2023 offentliggjordes att Boynton kommer att spela titelkaraktären Ruth Ellis i den kommande TV-serien A Cruel Love: The Ruth Ellis Story med premiär på ITV år 2024.
Boynton var mellan 2018 och 2023 tillsammans med Rami Malek. I augusti 2023 meddelades att förhållandet tagit slut. Sedan september samma år har hon setts tillsammans med musikern Murdo Mitchell.

## Filmografi (i urval)
- 2007 – Ballet Shoes
- 2008 – Förnuft och känsla
- 2016 – Sing Street
- 2017 – Mordet på Orientexpressen
- 2018 – Bohemian Rhapsody
- 2019–2020 – The Politician
- 2021 – Modern Love (TV-serie)
- 2022 – The Pale Blue Eye
- 2022 – Harry Palmer
- 2022 – Agatha Christie – Varför bad de inte Evans? (TV-serie)
- 2023 – Chevalier
- 2023 – Barbie
- 2024 – The Greatest Hits
- 2025 – A Cruel Love: The Ruth Ellis Story (TV-serie)